# Вікторіо Чеслінскас
Вікторіо Чеслінскас (ісп. Victorio Cieslinskas, 27 жовтня 1922 — 19 червня 2007) — уругвайський баскетболіст.
Бронзовий призер Олімпійських Ігор 1952 року, учасник 1948 року.